# Caroline Rhys Davids
Caroline Augusta Foley Rhys Davids (1857-1942) foi uma escritora e tradutora britânica. Ela fez uma contribuição à economia antes de se tornar amplamente conhecida como editora, tradutora e intérprete de textos budistas na língua pāli. Ela foi secretária honorária da Sociedade de Texto Páli de 1907 e seu presidente de 1923 a 1942.

## Infância e educação
Caroline Augusta Foley nasceu em 27 de setembro de 1857 em Wadhurst, East Sussex, Inglaterra, filha de John Foley e Caroline Elizabeth Foley (nascida Windham). Ela nasceu em uma família com uma longa história eclesiástica: seu pai, John Foley, atuou como vigário de Wadhurst entre 1847 e 1888; o avô e o bisavô haviam servido como reitor de Holt, Worcestershire e vigário de Mordiford, Herefordshire, respectivamente. Dois anos antes de seu nascimento, cinco de seus irmãos morreram em um mês em dezembro de 1855/janeiro de 1856 por difteria e são comemorados na igreja de São Pedro e São Paulo, Wadhurst. Um irmão sobrevivente, John Windham Foley (1848–1926), tornou-se missionário na Índia e outro, Charles Windham Foley (1856–1933), jogou em três finais da Copa da Inglaterra pelo Old Etonians, vencendo em 1852; mais tarde, ele teve uma carreira como advogado.
Rhys Davids foi educada em casa por seu pai e depois estudou filosofia, psicologia e economia (PPE) na University College de Londres. Concluiu o bacharelado em 1886 e o mestrado em filosofia em 1889. Durante seu tempo na University College, ela ganhou as bolsas John Stuart Mill e Joseph Hume. Foi seu tutor de psicologia George Croom Robertson que "a enviou ao professor Rhys Davids", seu futuro marido, para aumentar seu interesse pela filosofia indiana. Ela também estudou sânscrito e filosofia indiana com Reinhold Rost. Thomas Rhys Davids foi eleito membro do University College em 1896. Caroline Rhys Davids recebeu um diploma honorário de doutora em letras pela Universidade Victoria de Manchester (hoje Universidade de Manchester) em 1919.

## Carreira
Como estudante, ela já era uma escritora prolífica e uma ativista vocal nos movimentos de alívio da pobreza, direitos da criança e sufrágio feminino.
Antes de mudar para os estudos budistas, Rhys Davids fez uma contribuição para a economia. Ela escreveu dezessete entradas para o Dicionário de Economia Política de Palgrave (1894-99 / 1910), incluindo "Renda de competências", "Ciência, Econômica, distinta da arte", "Estática, Social, e dinâmica social", além de doze entradas biográficas. Sua entrada, "Moda, influência econômica de", estava relacionada ao artigo de 1893 do Economic Journal, "Moda", e reflete um interesse econômico incomum (ver Fullbrook, 1998). Ela também traduziu artigos para a Economic Journal do alemão, francês e italiano, incluindo o influente artigo de Carl Menger, de 1892, "Sobre a Origem do Dinheiro". Em 1896, Rhys Davids publicou dois conjuntos de notas de aula de seu ex-professor e mentor George Croom Robertson: um sobre psicologia e outro sobre filosofia. Rhys Davids estava no conselho editorial do Economic Journal de 1891 a 1895.
T. W. Rhys Davids incentivou Caroline, sua então aluna, a prosseguir estudos budistas e fazer pesquisas sobre psicologia budista e o lugar das mulheres no budismo. Assim, entre seus primeiros trabalhos, havia uma tradução do Dhamma Sangani, um texto do Abhidhamma Piṭaka Teravāda, que ela publicou sob o título A Buddhist manual of psychological ethics: Being a translation, now made for the first time, from the original Pāli, of the first book in the Abhidhamma Piṭaka, entitled: Dhamma-sangaṇi (Compendium of States or Phenomena) (1900); uma segunda tradução inicial foi a do Therīgāthā, uma obra canônica de versos tradicionalmente atribuídos às primeiras freiras budistas (sob o título Psalms of the Sisters [1909]).
Rhys Davids ocupou dois cargos acadêmicos: professor de filosofia indiana na Universidade Victoria de Manchester (hoje Universidade de Manchester) (1910-1913); e professor de História do Budismo na Escola de Estudos Orientais, mais tarde renomeado como Escola de Estudos Orientais e Africanos (1918-1933). Enquanto ensinava, ela atuou simultaneamente como Secretária Honorária da Sociedade de Texto Pāli (PTS),  iniciada por T. W. Rhys Davids, para transcrever e traduzir textos budistas Pāli em 1881. Ela ocupou o cargo de 1907 até a morte do marido em 1922; No ano seguinte, ela assumiu o cargo de Presidente da Sociedade.
Suas traduções de textos em pāli eram às vezes idiossincráticas, mas sua contribuição como editora, tradutora e intérprete de textos budistas era considerável. Ela foi uma das primeiras estudiosas a traduzir textos Abhidhamma, conhecidos por sua complexidade e difícil uso da linguagem técnica. Ela também traduziu grandes partes do Sutta Piṭaka, ou editou e supervisionou as traduções de outros estudiosos da PTS. Além disso, ela também escreveu vários artigos e livros populares sobre budismo; é nesses manuais e artigos de periódicos que sua controversa reviravolta em relação a vários pontos-chave da doutrina Teravāda pode ser vista pela primeira vez.
Após a morte do filho em 1917 e do marido em 1922, Rhys Davids voltou-se para o espiritualismo. Ela se envolveu particularmente em várias formas de comunicação psíquica com os mortos, primeiro tentando alcançar seu filho morto através de séances e depois através da escrita automática. Mais tarde, ela alegou ter desenvolvido clairaudiência, bem como a capacidade de passar para o próximo mundo ao sonhar. Ela mantinha extensos cadernos de escrita automática, além de anotações sobre a vida após a morte e diários detalhando suas experiências. Essas notas fazem parte de seu arquivo, mantido em conjunto pela Universidade de Cambridge e pela Universidade de Londres.
Embora no início de sua carreira ela aceitasse crenças mais comuns sobre os ensinamentos budistas, mais tarde na vida rejeitou o conceito de anatta como um ensinamento budista "original". Ela parece ter influenciado vários de seus alunos nessa direção, incluindo A. K. Coomaraswamy, F. L. Woodward e I. B. Horner.

## Família

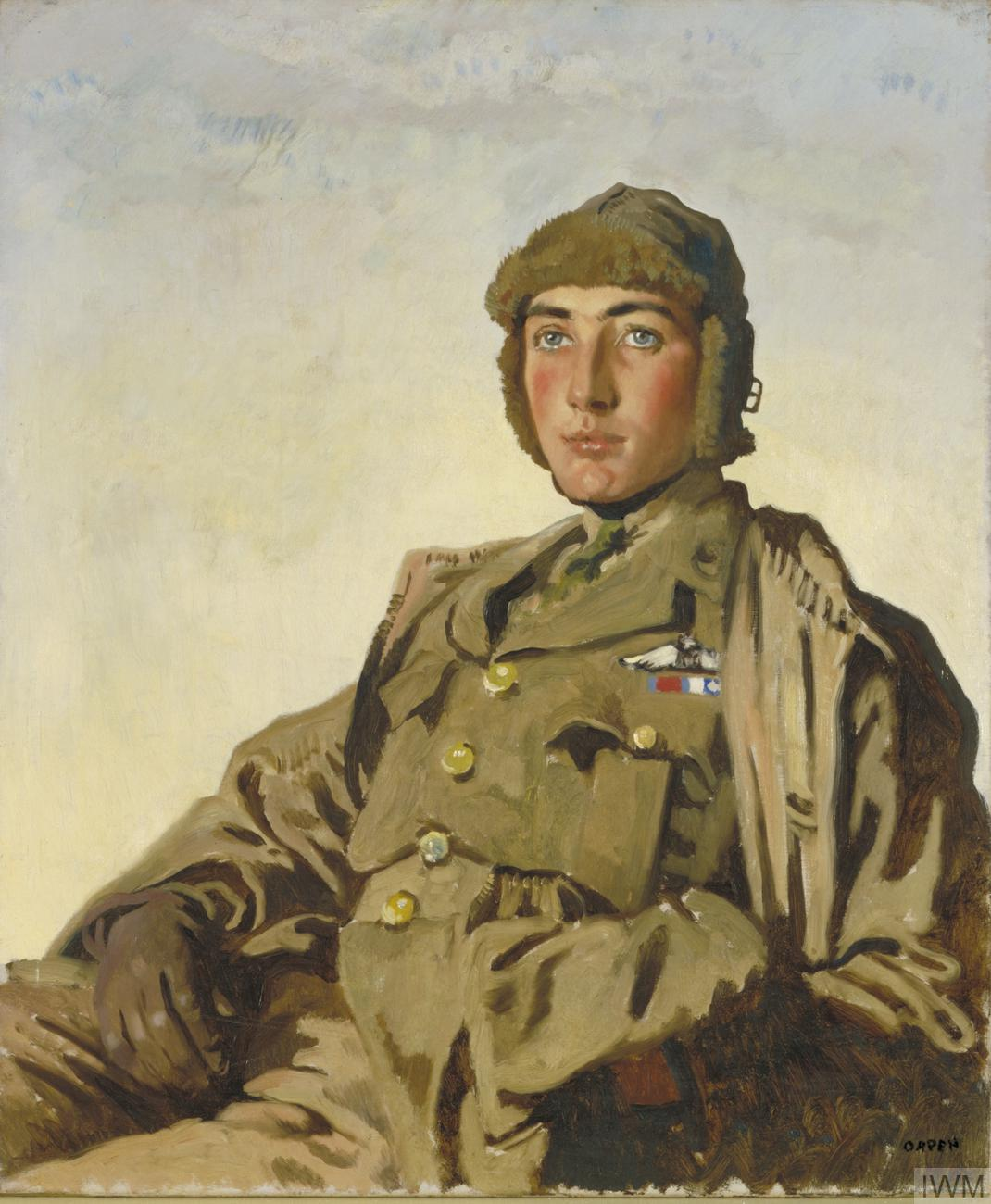
O piloto ás de caça Arthur Rhys Davids. Ele morreu em ação em 23 de outubro de 1917, com apenas vinte anos.

Caroline Augusta Foley casou-se com Thomas William Rhys Davids em 1894. Eles tiveram três filhos: Vivien Brynhild, Caroline Foley Rhys Davids (1895-1978), Arthur Rhys Davids (1897-1917) e Nesta Enid (1900-1973).
Vivien ganhou a bolsa de estudos Clara Evelyn Mordan para o St. Hugh's College, Oxford em 1915, mais tarde atuando como conselheira do Condado de Surrey e recebendo um MBE em 1973. Arthur era um estudioso talentoso e um ás de caça decorado da Primeira Guerra Mundial, mas foi morto em ação em 1917. Nem Vivien nem Nesta se casaram ou tiveram filhos.
Rhys Davids morreu repentinamente em Chipstead, Surrey, em 26 de junho de 1942. Ela tinha 84 anos.

## Obras e traduções

### Livros
- Buddhism: A Study of the Buddhist Norm (1912)
- Buddhist Psychology: An Inquiry into the Analysis and Theory of Mind in Pāli Literature (1914)
- Old Creeds and New Needs (1923)
- The Will to Peace (1923)
- Will & Willer (1926)
- Gotama the Man (1928)
- Sakya: or, Buddhist Origins (1928)
- Stories of the Buddha : Being Selections from the Jataka (1929)
- Kindred Sayings on Buddhism (1930)
- The Milinda-questions : An Inquiry into its Place in the History of Buddhism with a Theory as to its Author (1930)
- A Manual of Buddhism for Advanced Students (1932)
- Outlines of Buddhism: A Historical Sketch (1934)
- Buddhism: Its Birth and Dispersal (1934) - A completely rewritten work to replace Buddhism: A Study of the Buddhist Norm (1912)
- Indian Religion and Survival: A Study (1934)
- The Birth of Indian Psychology and its Development in Buddhism (1936)
- To Become or not to Become (That is the Question!): Episodes in the History of an Indian Word (1937)
- What is your Will (1937) - A rewrite of Will & Willer
- What was the original gospel in 'Buddhism'? (1938)
- More about the Hereafter (1939)
- Wayfarer's Words, V. I-III - Uma compilação da maioria dos artigos e palestras de C. A. F. Rhys Davids, principalmente da parte tardia de sua carreira.  V. I (1940), V. II (1941), V. III (1942 - postumamente)

### Traduções
- A Buddhist manual of psychological ethics or Buddhist Psychology, of the Fourth Century B.C., being a translation, now made for the first time, from the Original Pāli of the First Book in the Abhidhamma-Piţaka, entitled Dhamma-Sangaṇi (Compendium of States or Phenomena) (1900).  (Includes an original 80 page introduction.)  Reimpressão disponível atualmente de Kessinger Publishing. ISBN 0-7661-4702-9.
- Psalms of the Early Buddhists: Volume I. Psalms of the Sisters. By C. A. F. Rhys Davids. London: Pāli Text Society, 1909, em A Celebration of Women Writers
- Points of controversy; or, Subjects of discourse; being a translation of the Kathā-vatthu from the Abhidhamma-piṭaka, Coautorada com Shwe Zan Aung (1915)

### Artigos
- On the Will in Buddhism Por C. A. F. Rhys Davids. The Journal of the Royal Asiatic Society of Great Britain and Ireland. (1898) pp. 47–59
- Notes on Early Economic Conditions in Northern India Por C. A. F. Rhys Davids. The Journal of the Royal Asiatic Society of Great Britain and Ireland. (1901) pp. 859–888
- The Soul-Theory in Buddhism Por C. A. F. Rhys Davids. The Journal of the Royal Asiatic Society of Great Britain and Ireland (1903) pp. 587–591
- Buddhism and Ethics Por C. A. F. Rhys Davids. The Buddhist Review Vol. 1 No. 1. (1909) pp. 13–23
- Intellect and the Khandha Doctrine Por C. A. F. Rhys Davids. The Buddhist Review. Vol. 2. No. 1 (1910) pp. 99–115
- Pāli Text Society Por Shwe Zan Aung e C. A. F. Rhys Davids. The Journal of the Royal Asiatic Society. (1917) pp. 403–406
- The Patna Congress and the "Man" Por C. A. F. Rhys Davids. The Journal of the Royal Asiatic Society of Great Britain and Ireland. (1929) pp. 27–36
- Original Buddhism and Amṛta Por C. A. F. Rhys Davids. Melanges chinois et bouddhiques. July 1939. pp. 371–382